# 博察里斯站
博察里斯站（法語：Botzaris）是巴黎地鐵的一個車站，位於巴黎19區。博察里斯站是巴黎地鐵7號線支線的車站，站名來自於博察里斯路，该路得名于希臘獨立戰爭期間的英雄马科斯·博察里斯。車站開業於1911年1月18日。

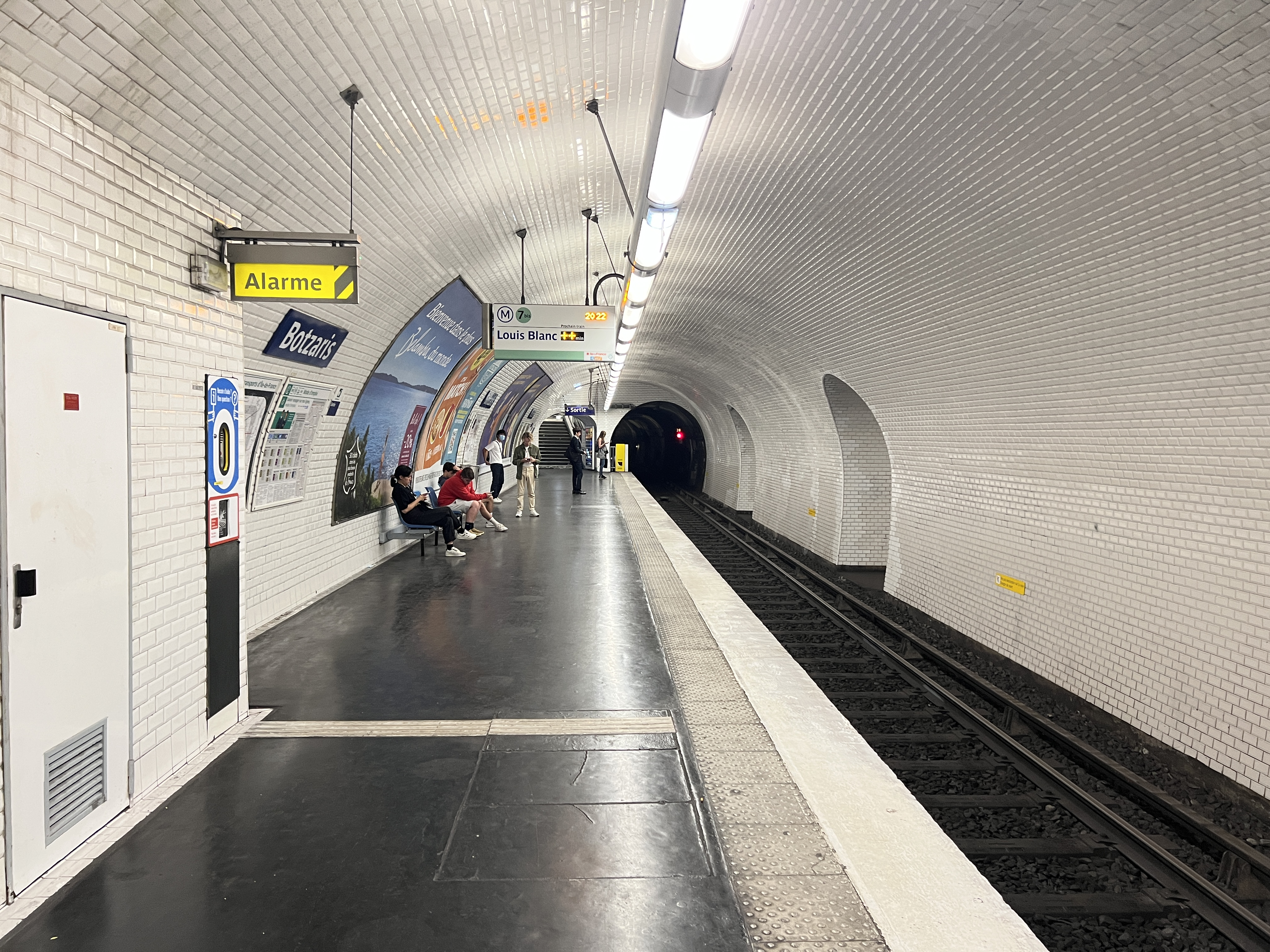
月台（2022年6月）

## 車站結構
| 街道層        |                    |                            |
| B1            | 月台連接夾層       |                            |
| 7號線支線月台 | 側式月台，右側開門 | 側式月台，右側開門         |
| 7號線支線月台 | 內行               | 往路易·布朗（肖蒙山丘）    |
| 7號線支線月台 | 外行               | 往普雷圣热尔韦（節日廣場） |
| 7號線支線月台 | 側式月台，右側開門 |                            |